# Alarm (żegluga)

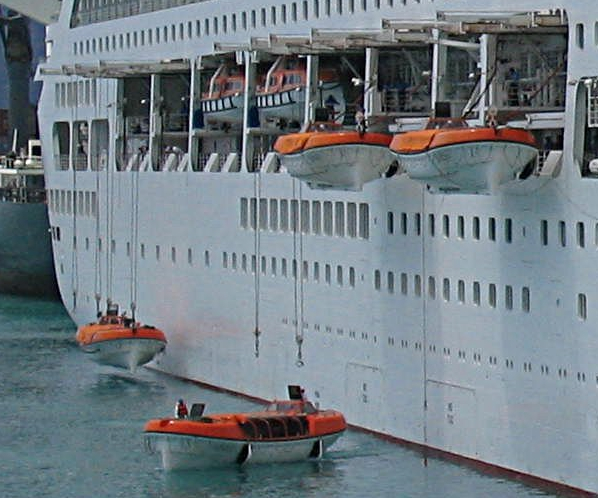
Ćwiczenia w przeprowadzaniu alarmu opuszczenia statku

Alarmy obowiązujące na statkach – na statkach wymienionych w Konwencji SOLAS (International Convention for the Safety of Life at Sea) i zgodnie z tą konwencją obowiązują następujące alarmy:
- alarm ogólny - sygnał - "siedem krótkich lub więcej dźwięków i jeden długi dźwięk"
- alarm pożarowy - sygnał - "dwa krótkie i jeden długi dźwięk"

Po wielokrotnym powtórzeniu wyżej wymienionych sygnałów następuje zapowiedź kapitana statku za pomocą rozgłośni statkowej mogąca podać rodzaj zagrożenia. W przypadku alarmu ogólnego są to m.in.:
- alarm ewakuacyjny - polecenie ewakuacji pasażerów i załogi do punktów zbornych przed ewentualnym opuszczeniem statku
- alarm człowiek za burtą
- alarm wodny - polecenie podjęcia działań likwidujących rozszczelnienie kadłuba statku
- alarm przeciwchemiczny - postępowanie według zasad obrony cywilnej

Ostatnią fazą alarmu ogólnego jest sygnał "opuszczenia statku" sygnalizowany dzwonkami, syreną statkową - sygnał jeden długi ciągły dźwięk - oraz ogłaszany przez rozgłośnię statkową przez zapowiedź "opuścić statek - abandon the ship".
Na każdym statku powinien znajdować się aktualny rozkład alarmowy, tj. dokument określający sygnały alarmowe, ich charakterystykę oraz sposób postępowania i obowiązki członków załogi na wypadek alarmu. W pomieszczeniach dla pasażerów powinny znajdować się też tablice informujące o rodzajach sygnałów, sposobie postępowania w przypadku danego alarmu oraz sposób zakładania pasa ratunkowego lub ubrania ratunkowego. Stosowane jest też wywieszanie przydziału czynności alarmowych dla poszczególnych członków załogi nad ich kojami. Każdy członek załogi posiada swój numer alarmowy, który zna na pamięć, tak jak też zakres swoich czynności. W przypadku każdego rodzaju alarmu członek załogi przestaje mieć swoje nazwisko, imię  - powinien wówczas funkcjonować jako numer z rozkładu alarmowego.
W celu utrzymania sprawności załogi organizowane są alarmy ćwiczebne (dla pasażerów są ogłaszane tzw. alarmy próbne). Częstotliwość ogłaszania wyżej wymienionych alarmów ćwiczebnych (próbnych) jest różna i jest określona w Konwencji SOLAS dla odpowiednich typów statków uprawiających żeglugę międzynarodową. Między innymi na promach pasażerskich istnieje obowiązek cotygodniowego ćwiczenia alarmu pożarowego, ewakuacyjnego i opuszczania statku, w tym raz na trzy miesiące w warunkach nocnych.